# リンダラハ
《リンダラハ》（Lindaraja）は、クロード・ドビュッシーが作曲した2台のピアノのための作品である。同時期にピアノ独奏曲集《ピアノのために》などが作曲されている。

## 概要

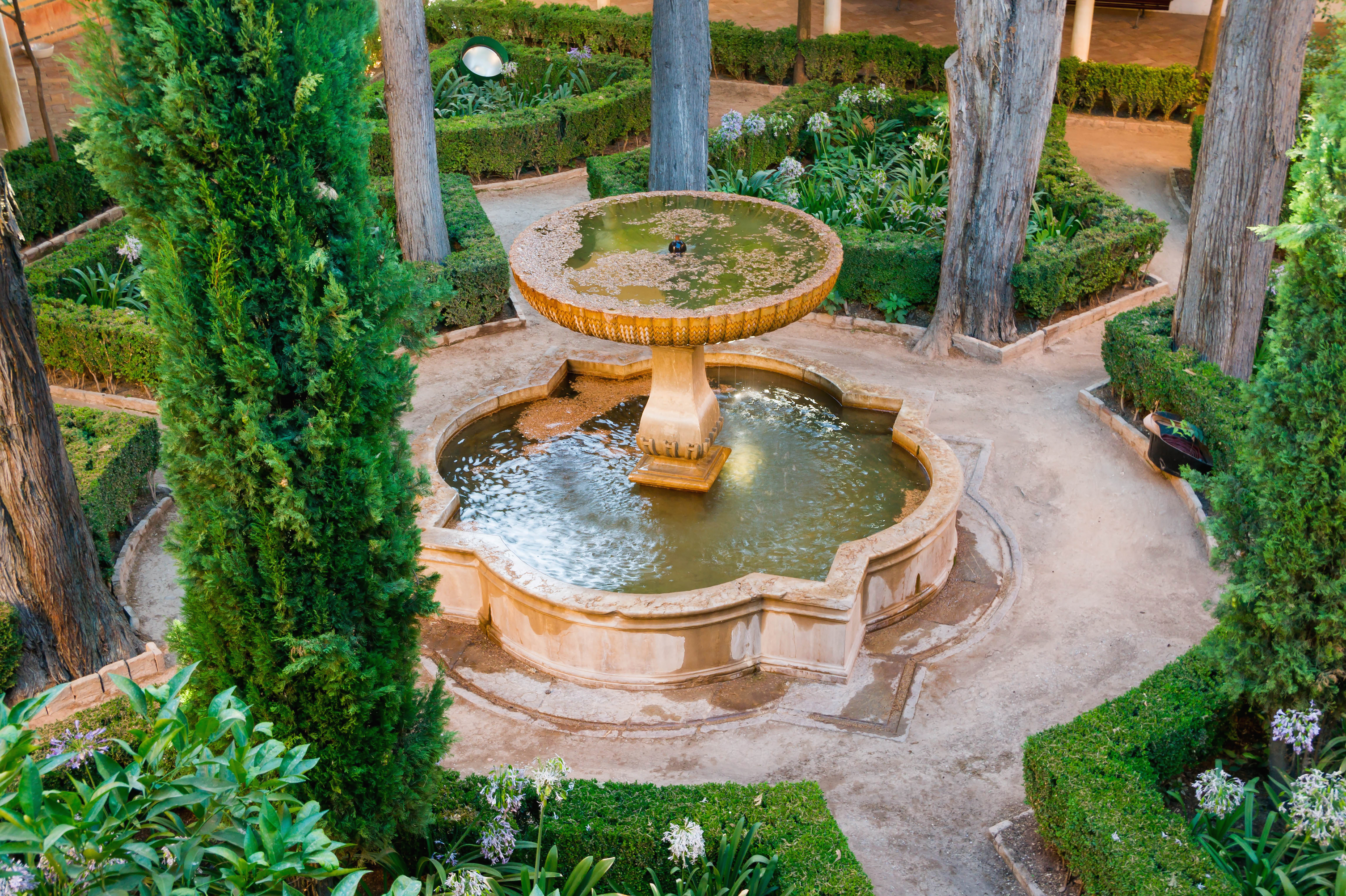
アルハンブラ宮殿の「リンダラハの中庭」

ドビュッシーは2台のピアノのための作品として、《リンダラハ》と《白と黒で》の2曲を残しているが、後者は作曲家の晩年に作曲されたものである。
《リンダラハ》は1901年の4月頃に作曲された。作曲の動機については不明な点がある。《リンダラハ》という曲名は、スペイン語で「美しい人」を意味し、グラナダのアルハンブラ宮殿に住んでいたムーア人の女性の名前（ワシントン・アーヴィング『アルハンブラ物語』）、または前述の女性にちなんだ同宮殿の中庭の名前に由来するとされている。
《リンダラハ》の楽譜は他の楽譜に紛れたまましまい込まれ、ドビュッシーの生前に公表されることはなかった。作曲者の死後の1926年に出版され、同年の10月にマルグリット・ロンとロジェ＝デュカスによって初演された。なお自筆譜はかつて紛失していたが、1995年になって再発見された。

## 特徴
作品の中間部以降の嬰ハ音によるハバネラのリズムや、2台のピアノの使用という点から、ラヴェルの《耳で聞く風景》中の1曲「ハバネラ」（後に管弦楽に編曲され、《スペイン狂詩曲》第3曲に編入）との類似が指摘される。

## 関連作品
- 白と黒で